# زينب بيره جكلي
زينب محمد صبري بيره جكلي (8 فبراير 1946) كاتبة وأكاديمية سورية. ولدت في الرقة ودرست في حلب. تخرجت في اللغة العربية من جامعة حلب سنة‌ 1970 ثم حصلت على شهادة الدبلوم ثم الماجسيتر في الأدب العربي الحديث من جامعة القاهرة كلية دار العلوم في عام 1977 ثم الدكتوراة في الأدب العثماني من جامعة بنجاب في لاهور عام 1995. ثم عملت مدرسة في مدارس وثانويات مدينتي حلب واللاذقية ما بين 1968 - 1988 وأستاذة مساعدة في قسم اللغة العربية وآدابها، كلية الآداب والعلوم الاجتماعية والإنسانية في جامعة الشارقة منذ 1999 ولغاية 2008– 2009. حصلت على عضوية العديد من الروابط والكيانات الأدبية والثقافية، فهي عضو رابطة الأدب الإسلامي العالمية. قدمت العديد من البحوث والدراسات والآثار الأدبية والأكاديمية ولها أيضاً إسهامات شعرية ومسرحية وادب الأطفال. تعيش في الإمارات العربية منذ تسعينيات.

## سيرتها
ولدت زينب محمد صبري بيره جكلي في الرقة في 8 فبراير 1946 / 7 ربيع الأول 1365 . حصلت على شهادة أهلية التعليم الابتدائي من حلب سنة 1965 ثم على إجازة في اللغة العربية من جامعة حلب سنة‌ 1970 ، وشهادة الدبلوم ثم الماجسيتر في الأدب العربي الحديث من جامعة القاهرة كلية دار العلوم في عام 1977 م بعنوان محمد سعيد العريان:حياته وأدبه. حصلت على شهادة الدكتوراة في الأدب العثماني من جامعة بنجاب في لاهور عام 1995 بعنوان الحركة الشعرية في حلب في‌ القرن الحادي عشر الهجري وعودلت الشهادة من مجلس الجامعات الأعلى في مصر عام 1977.

علمت في التدريس في مدارس وثانويات مدينتي حلب واللاذقية ما بين 1968 - 1988. هي عضوة هيئة التدريس في كلية الدراسات الإسلامية والعربية في‌ دبي منذ 1988 وعضوة هيئة التدريس في‌ جامعة الشارقة برتبة أستاذ مساعد في كلية الآداب والعلوم قسم اللغة العربية وآدابها من 1999 لغاية 2008– 2009، وعضوة في اللجنة الثقافية في جامعة‌ الشارقة في كلية الآداب والعلوم قسم اللغة العربية وآدابها، وعضوة في لجنة تطوير المناهج واللجنة الاجتماعية ولجنة الاتصال مع دوائر الدولة لتنشيط اللغة العربية. وهي‌ أيضا عضوة في رابطة الأدب الإسلامي العالمية منذ 1997 وعضو في اللجنة الثقافية في كلية الدراسات الإسلامية والعربية في دبي منذ 1995.

## مؤلفاتها
له كثير من أبحاث ودراسات الأدبية والأكاديمية، من آثارها في الأدب :
- ذات السواري: مسرحية قصيرة.
- عَبرة وعِبرة
- علمتني زوجتي: مجموعة قصصية.
- عندما يتوب ملك: مجموعة‌ قصصية.
- قَدَرٌ أَم حذر: مجموعة‌ قصصية.
- شريد عفيف: مجموعة‌ قصصية.
- فتح سمرقند: قصة.
- جند الله: سلسلة قصص خالدات.
- داهية أجنادين: سلسلة قصص خالدات.
- قد أحييت الأمة
- خليفة ومجاهد: سلسلة قصص خالدات.
- ذئاب البشرية: قصة للناشئة.
- التائب: قصة إذاعية للأطفال.
- معوّق يحمي وطنه: قصة للأطفال.
- الديناصور المرعبه: قصة للأطفال.
- أدب الأطفال عند محمد سعيد العريان[3]